# Parafia św. Rozalii w Suszu (greckokatolicka)
Parafia Świętej Rozalii w Suszu – parafia greckokatolicka w Suszu, w dekanacie elbląskim eparchii olsztyńsko-gdańskiej. Założona w 1992. Mieści się przy ulicy Słowiańskiej.